# Distrito de La Unión (Tarma)

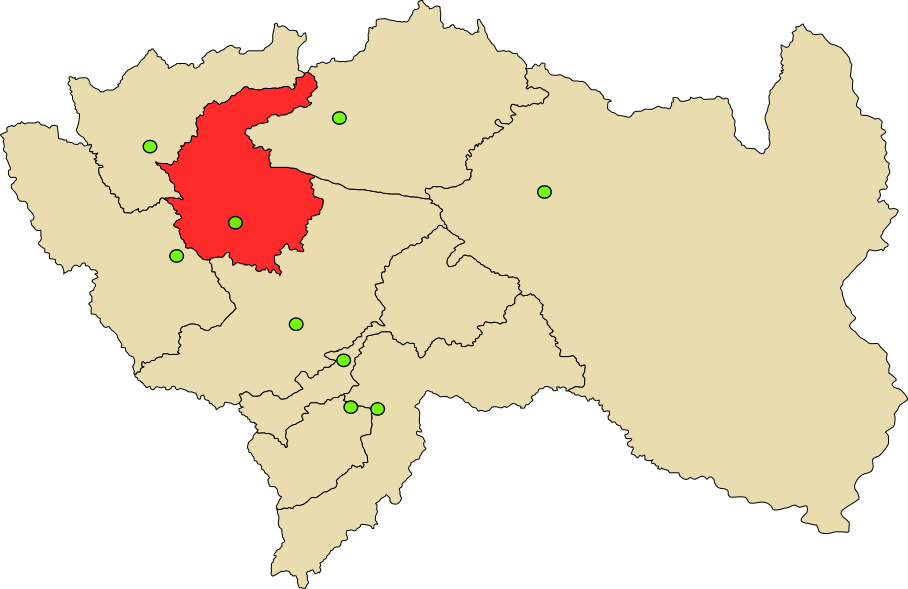
Mapa de la Provincia de Tarma en el Departamento de Junín.

El Distrito de La Unión  es uno de los nueve distritos que conforman la Provincia de Tarma, ubicada en el Departamento de Junín, bajo la administración del Gobierno Regional de Junín, en la sierra central de Perú. Limita por el norte con los distritos de Palcamayo y San Pedro de Cajas; por el sur con el Distrito de Tarma; por el este con el Distrito  de Acobamba; y, por el oeste con el Ferrocarril Central de Cerro de Pasco.
Dentro de la división eclesiástica de la Iglesia Católica del Perú, pertenece a la Diócesis de Tarma

## Historia
El distrito fue creado mediante Ley N° 8253 del 30 de abril de 1936, en el gobierno del Presidente Oscar R. Benavides.
Durante la República, hasta 1936 administrativamente estaba ligada a Tarma, ostentando diferentes denominaciones como pueblo, anexo y, a pedido ante el Congreso Nacional del diputado Moisés Velarde, se acuerda su ascensión a la categoría de distrito.

## Geografía
Abarca una superficie de 140,4 km². 
- Ríos: Mayoc.

## División administrativa
1. Cercado de La Unión Leticia
2. Anexo de Cuyruhuasi
3. Anexo de Casampa
4. Anexo de Cari
5. Anexo de Condorcocha
6. Anexo de Limapuquio
7. Anexo de Mayoc
8. Anexo de Pomacocha

## Capital
Su capital es el centro poblado de Leticia.

## Autoridades

### Municipales
- 2023 - 2026[3] Rolando Rupay Porras
- 2015 - 2018:[4] Gilberto Juan Paredes Meniz, Movimiento político regional Perú Libre (PL).
- 2011 - 2014:[5] Rolando Esteban Rupay Porras, del Partido Fuerza 2011.
- 2007 - 2010: Ysaías Rubén Reyes Nieva.

### Policiales
| Comisaría de Tarma              | Comisaría de Tarma | Comisaría de Tarma  |
| Dirección                       | Teléfono           | Horario de atención |
| ------------------------------- | ------------------ | ------------------- |
|                                 |                    | 24 Hs               |
| Comisario                       |                    |                     |
| Cmdte. PNP: Dante Zúñiga Arenas |                    |                     |

## Educación

### Instituciones educativas
Localizadas en el Cercado:
IE Bosne Caparachin
IE Virgen de la Merced
IE Juan Gonzales Cangaguala (técnico)
Localizadas en Mayoc:
IE Mayoc
Localizadas en Condorcocha:
IE Antenor Rizo Patrón

## Festividades
- Semana Santa
- Creación Política
- Señor de Muruhuay
- Fiesta Patronal
- El Mes Morado